# Clara (neushoorn)

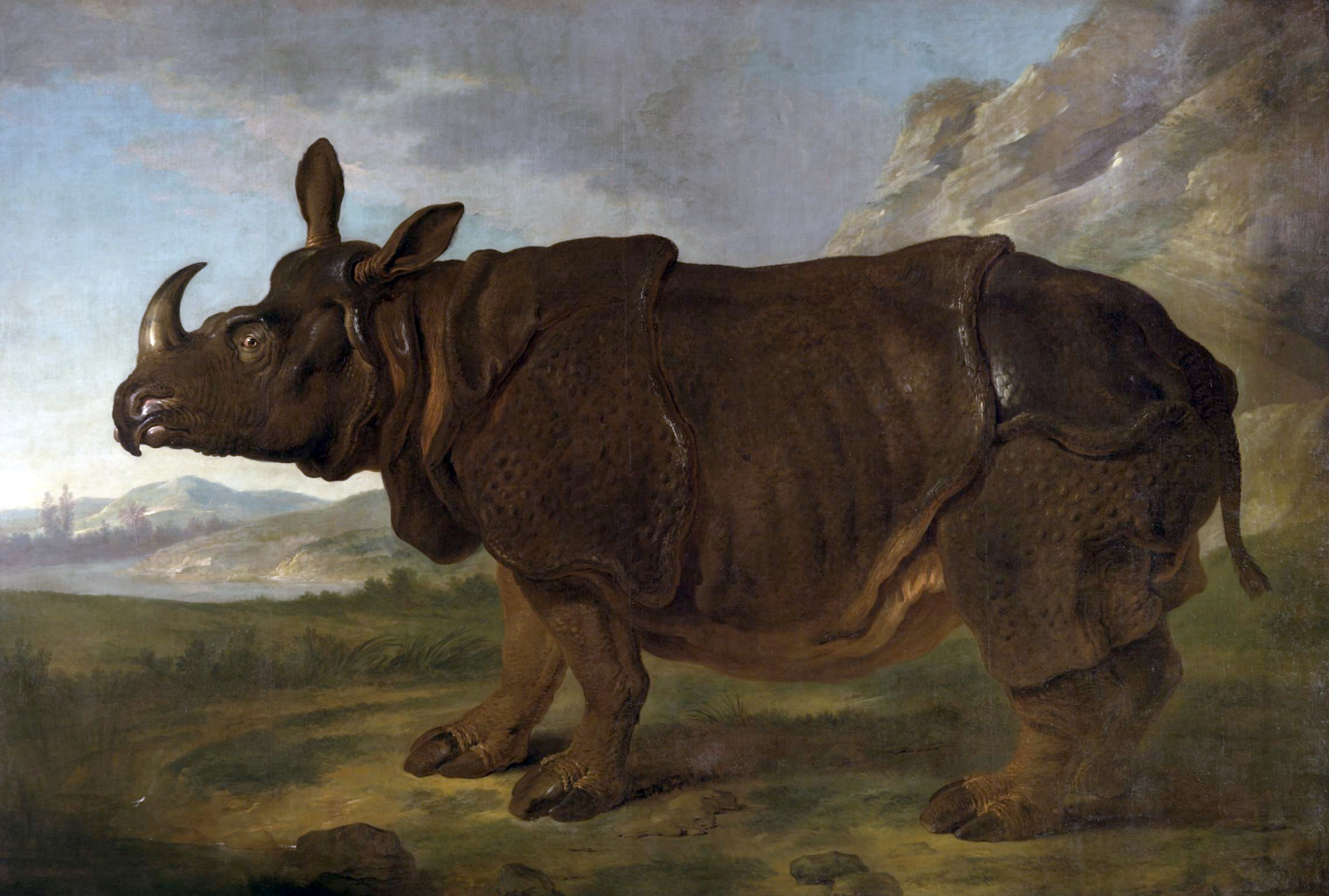
Schilderij door Jean-Baptiste Oudry, 1749

Clara (1738 - 1758) was een vrouwelijke Indische neushoorn die in het midden van de achttiende eeuw vanwege een zeventien jaar durende tentoonstelling door heel Europa beroemd werd. Zij betrad in 1741 in Rotterdam het Europese land en werd hiermee de vijfde levende neushoorn in Europa sinds Dürers Rhinocerus in 1515.

## Herkomst
Clara werd, toen ze slechts een maand oud was, in 1738 door Jan Albert Sichterman in huis genomen, nadat Indische jagers haar moeder hadden gedood. Sichterman was directeur van de VOC-vestiging in de Bengalen. Clara werd tam en mocht vrij rondlopen in en om het huis van Sichterman. In 1740 schonk of verkocht Sichterman Clara aan Douwe Mout van der Meer, kapitein van het schip de Knappenhof, die Clara vervolgens meenam naar Nederland.

## Tentoonstellingen door heel Europa

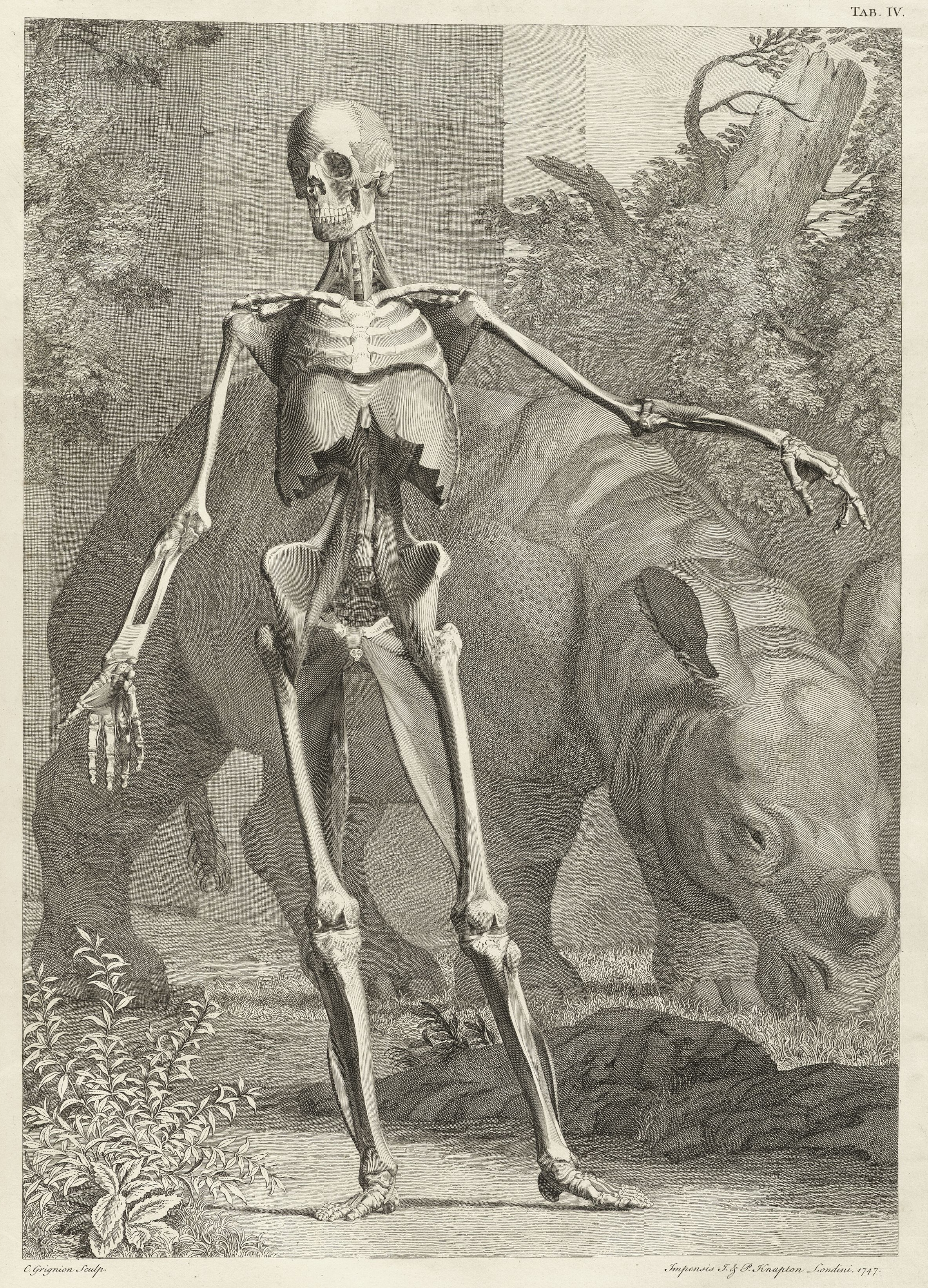
Gravure door Jan Wandelaar in 1742

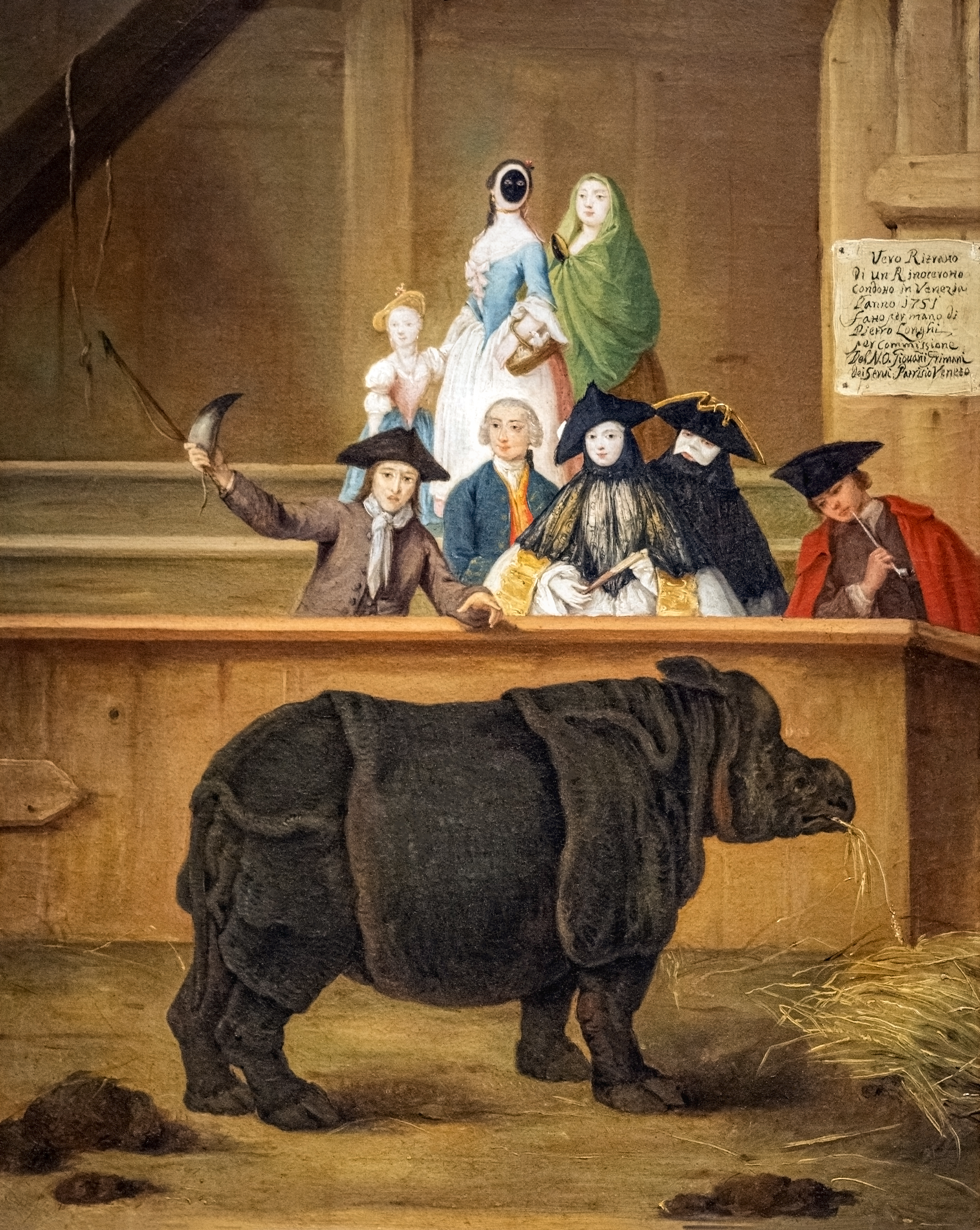
Clara in Venetië, geschilderd door Pietro Longhi, 1751

Clara werd op 22 juli 1741 in Rotterdam uitgescheept en meteen tentoongesteld. Ze was te zien in Leiden en volgens de kronikeur Jacob Bicker Raye in september in Amsterdam. Mogelijk verbleef ze daarna in Leiden, want Jan Wandelaar heeft haar op twee etsen vereeuwigd voor een anatomisch boek van Bernhard Siegfried Albinus. Volgens 2 posters bezocht ze in 1744 Hamburg. Groningen werd in januari 1745 aangedaan. Deze tentoonstellingen waren zo succesvol, dat Douwe Mout van der Meer de VOC verliet om met Clara door Europa te kunnen reizen. Clara was ongeveer 1,8 meter hoog en 3,6 meter lang. Ze woog ongeveer 2200 kg. Voor Clara's transport liet Douwe daarom een speciale wagen maken die getrokken werd door acht tot twintig paarden, afhankelijk van de gesteldheid van de weg. In het voorjaar van 1746 begon de werkelijke tour van Clara. De tour werd een overweldigend succes. Clara bezocht in 1746 Hannover en Berlijn, alwaar koning Frederik II van Pruisen haar op 26 april op de Spittelmarkt begroette. De reis werd voortgezet langs Frankfurt (Oder), Breslau en ging verder naar Wenen. Daar werd Clara op 5 november aan keizer Frans I Stefan en Maria Theresia tentoongesteld.
In 1747 reisde Clara naar Regensburg in Beieren, naar Freiberg en Dresden in Saksen, waar zij model stond voor Johann Joachim Kändler van Meißener Porselein, en op 19 april werd ze bezocht door August III van Polen. Op 23 april was zij voor het Paasfeest in Leipzig; een uitnodiging van landgraaf Frederik II van Hessen-Kassel bracht haar aansluitend naar de Oranjerie van het kasteel in Kassel. Via Frankfurt am Main en Neurenberg bracht de stoet in november een bezoek aan Mannheim in de Gasthof im Pfau (zie poster) en ze bracht de kerst vervolgens door in Straatsburg.
In 1748 ging de reis via Bern, Zürich, Bazel, Schaffhausen, Straatsburg, Stuttgart, Augsburg en Neurenberg naar Würzburg. Pas hier kreeg ze overigens de naam Jungfer Clara (Juffrouw Clara). Daarna keerde ze terug naar Leiden. Dit wordt afgeleid uit tekeningen die Petrus Camper van haar maakt. Hoewel de tekeningen gedateerd zijn op 1748, tonen ze een uiterst jonge rhinoceros, waarvan de hoorn nog nauwelijks ontwikkeld is. Van Nederland begaf het gezelschap zich op een tournee door Frankrijk. In december 1748 was Clara in Reims, waar ze overigens niet door Douwe Mout werd getoond maar door Louis Oliver. In januari 1749 werd ze door koning Lodewijk XV van Frankrijk in zijn koninklijke stallen ontvangen. Lodewijk XV wilde Clara kopen, maar Douwe Mout vroeg te veel. Ze bleef vijf maanden in Parijs, waar zij een grote bezienswaardigheid was: brieven, gedichten en liederen werden over haar geschreven en er werden zelfs pruiken à la rhinocéros gemaakt. De wetenschapper Georges-Louis Leclerc de Buffon onderzocht haar en Jean-Baptiste Oudry schilderde een levensgroot portret van haar. Onder de indruk van Clara doopte de Franse marine een oorlogsschip "Rhinocéros". Een op het schilderij van Oudry gebaseerde tekening werd opgenomen in de encyclopedie van Diderot en in Buffons Histoire naturelle.
Aan het einde van 1749 werd Clara in Marseille ingescheept om naar Italië te gaan. Na een bezoek aan Napels bereikte zij Rome, waar zij in maart 1750 de Thermen van Diocletianus bezocht. In Rome schijnt men, om veiligheidsredenen, haar hoorn afgezaagd te hebben, maar andere bronnen verhalen dat ze de hoorn verloor doordat ze er regelmatig mee schuurde. Na Bologna in augustus en Milaan in oktober 1750 kwam Clara via Verona (begin 1751) gedurende het carnaval in Venetië aan. Daar was zij een grote attractie en werd zij door Pietro Longhi geschilderd. Op de terugweg bezocht Clara Wenen nogmaals. Op 5 december 1751 werd Douwe Mouts dochter Elisabeth gedoopt in de Pieterskerk in Leiden, en het is dus mogelijk dat hij toen in Leiden was. Tegen het einde van het jaar kwam Clara in Londen aan, waar zij aan de Engelse koninklijke familie werd getoond.

## Laatste reizen
Over de precieze route die Clara van 1752 tot 1758 heeft afgelegd, is weinig bekend. In maart 1752 werd ze tentoongesteld in Gent, waarna ze doorreisde naar Rijsel. In 1754 bezocht ze Warschau, Danzig, Krakau en Kopenhagen. Na een oponthoud in Kopenhagen tot 1755, was ze in februari 1756 weer in Groningen en later in Haarlem. Hetzelfde jaar stak ze over naar Londen. Daar stierf Clara ten slotte op 14 april 1758. Ze is ongeveer 21 jaar geworden.

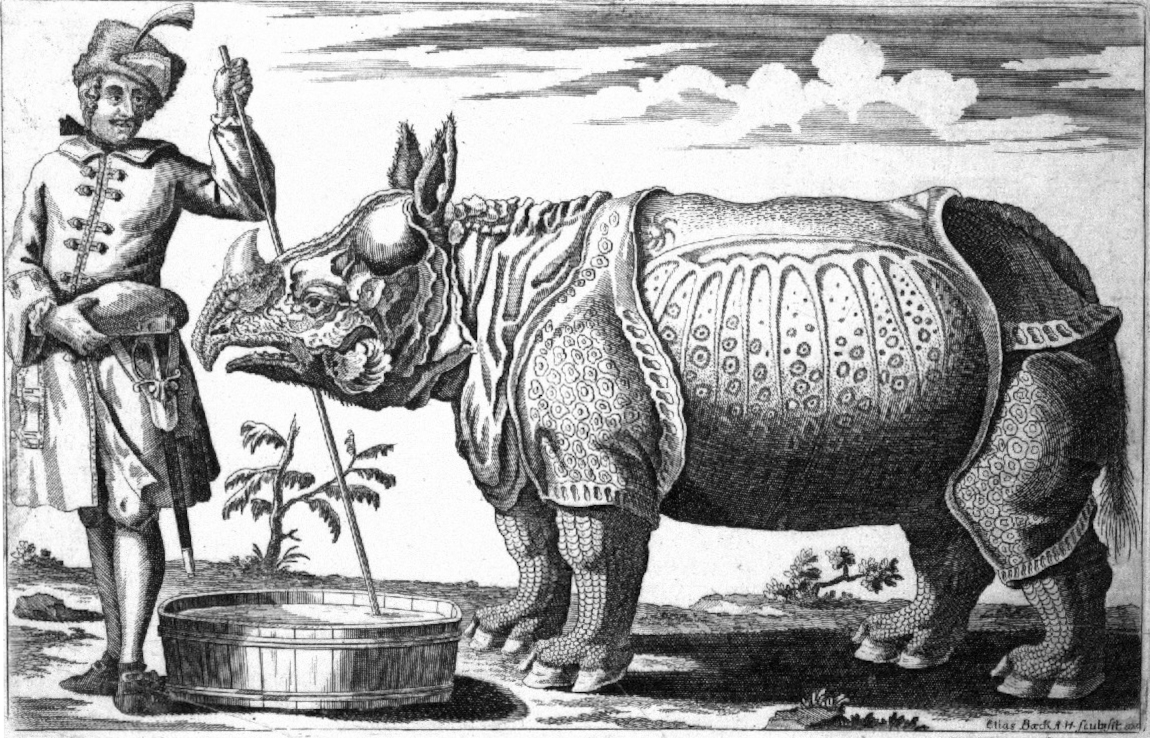
Gravure van Elias Baeck, 1746
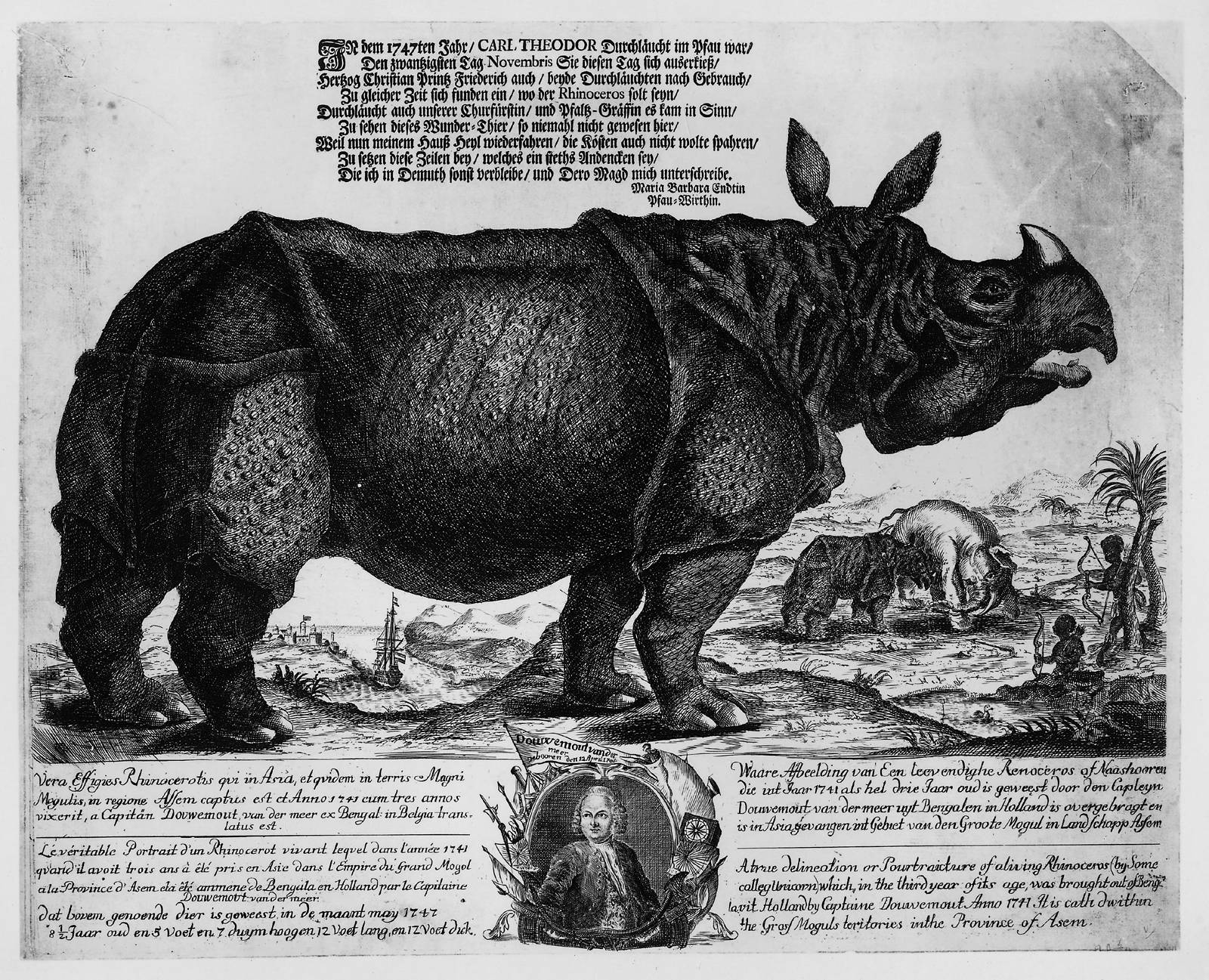
1747 (onbekende kunstenaar)
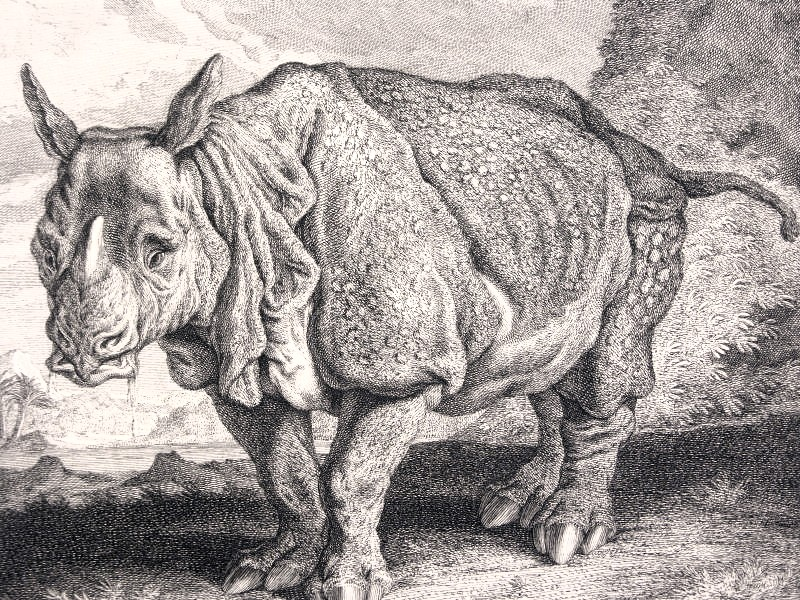
1748
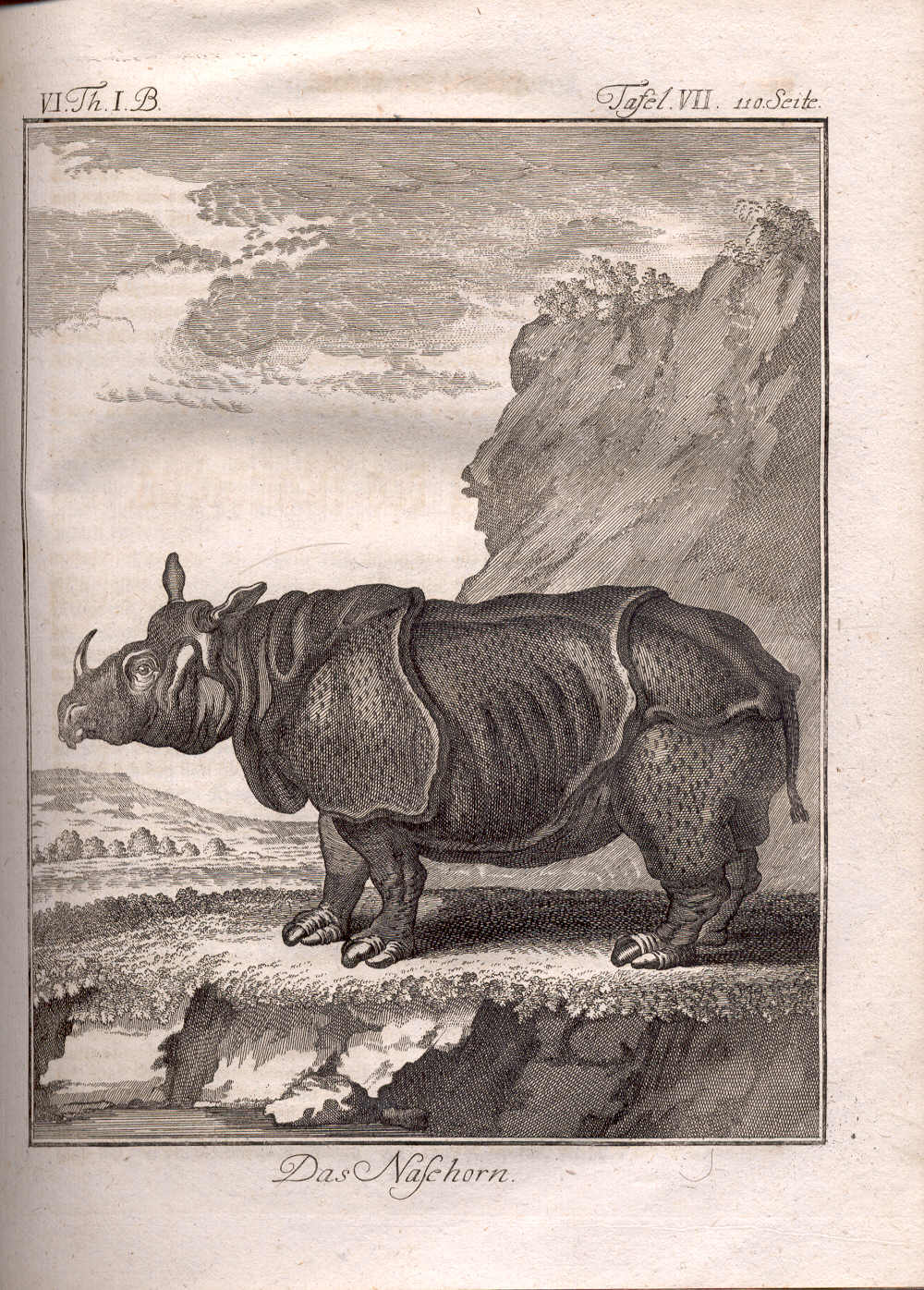
Clara in Buffons Histoire naturelle
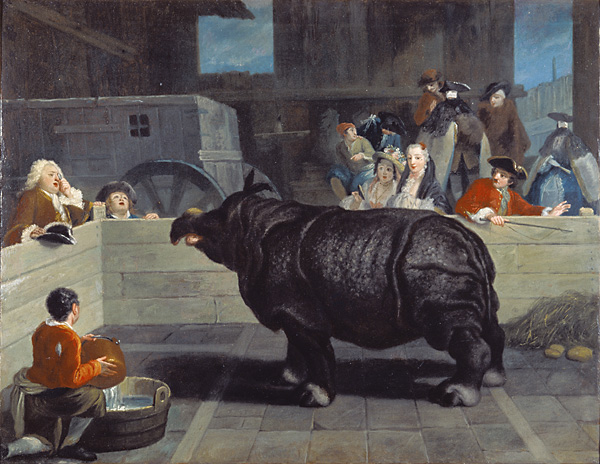
Atelier Pietro Longhi, 1751
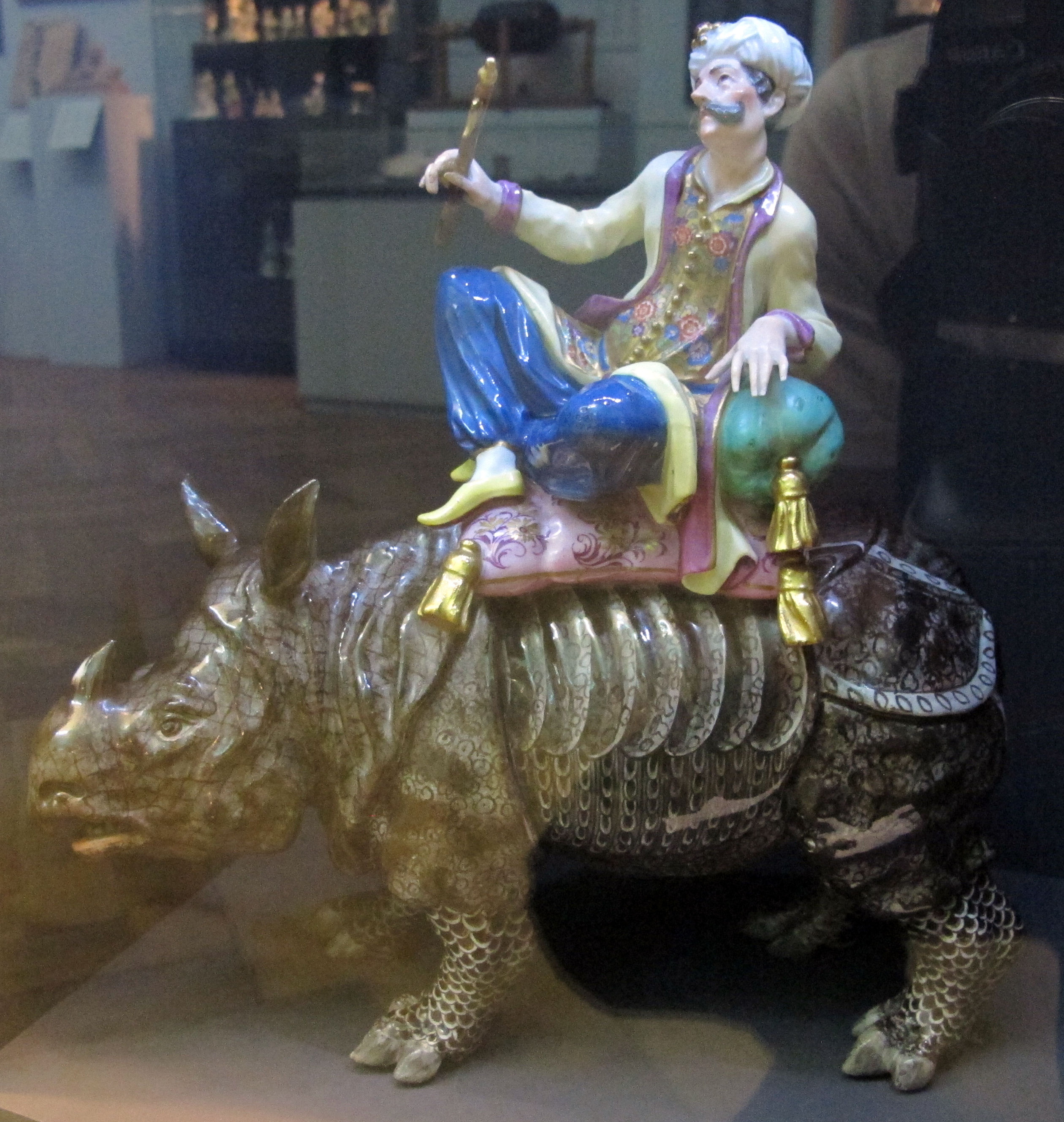
Clara in Meissen porselein door Johann Joachim Kändler, 1752